# Brian Shimer
Brian Shimer (Naples, 20 aprile 1962) è un ex bobbista statunitense.

## Biografia
Ai XIX Giochi olimpici invernali (edizione disputatasi nel 2002 a Salt Lake City, Stati Uniti d'America) vinse la medaglia di bronzo nel bob a 4 con i connazionali Dan Steele, Doug Sharp e Mike Kohn, venendo superati dall'altra nazionale statunitense e da quella tedesca, a cui andò la medaglia d'oro. Il tempo totalizzato fu di 3:07,86, con un breve distacco dalle altre squadre medagliate, che misero a referto i tempi di 3:07,81 e 3:07,51. 
Inoltre ai campionati mondiali vinse alcune medaglie:
- nel 1993, bronzo nel bob a quattro con Randy Jones, Bryan Leturgez e Karlos Kirby
- nel 1997, bronzo nel bob a quattro con Chip Minton, Randy Jones e Robert Olesen[3] e bronzo nel bob a due con Robert Olesen.

Dopo il suo ritiro, avvenuto al termine delle olimpiadi di Salt Lake City 2002, gli è stato conferito l'incarico di capo allenatore della nazionale maschile di bob. Dal 2014, in seguito alla ristrutturazione della Federazione statunitense, ricopre questo ruolo anche per la squadra femminile.